# Estação Comsomolhskaia (metro de Moscovo, linha Kolhtsevaia)
Comsomolhskaia (em russo:  Комсомольская) é uma das estações da linha Kolhtsevaia (Linha 5) do Metro de Moscovo, na Rússia. Estação «Comsomolhskaia» está localizada entre as estações «Kurskaia» e «Prospekt Mira».